# Eleanor Montgomery
Eleanor Montgomery (Eleanor Inez Montgomery; * 13. November 1946 in Cleveland; † 28. Dezember 2013 ebd.) war eine US-amerikanische Hochspringerin.
1963 siegte sie bei den Panamerikanischen Spielen in São Paulo. Bei den Olympischen Spielen 1964 in Tokio wurde sie Achte.
Bei den Panamerikanischen Spielen 1967 in Winnipeg verteidigte sie ihren Titel, und bei den Olympischen Spielen 1968 in Mexiko-Stadt schied sie in der Qualifikation aus.
Je sechsmal wurde sie US-Meisterin (1963–1967, 1969) und US-Hallenmeisterin (1963, 1964, 1966–1969). Ihre persönliche Bestleistung von 1,80 m stellte sie am 6. Juli 1969 in Dayton auf.
2013 wurde sie in die Hall of Fame von USA Track & Field aufgenommen.